# コスト・オブ・リヴィングEP
『コスト・オブ・リヴィングEP』（The Cost of Living）は、ザ・クラッシュが1979年にリリースした7インチサイズのEP。プロデュースはバンドとビル・プライスによる。彼らの従来のアルバムの力強いパンク色から、後の『ロンドン・コーリング』に繋がるより幅広いアメリカ的ロックンロールへの橋渡し的存在となっている。これは特にフォーク・ロック曲「グルーヴィー・タイムズ」「ゲイツ・オヴ・ザ・ウェスト」に顕著にみられる傾向である。
クラッシュによるボビー・フラー・フォーの「アイ・フォウト・ザ・ロウ」のカヴァーはこの曲の代表的ヴァージョンとなり、クラッシュの後のセットリストでも使われ続けた。ジョー・ストラマーは、ザ・ポーグスも含めた後のキャリアにおいてもこの曲を演奏した。
初期の曲「キャピタル・レディオ」の再録音版が収録されているのは、『キャピタル・レディオEP』が高価で取引されているのをバンドが知ったためである。このオリジナルより長いヴァージョンは、後に「キャピタル・レディオ・ツー」として紹介されることになる。
レコーディングはロンドンのハイベリーで行われた。「超高音ボーカル」としてデニス・フェランティが、ハーモニカとしてボブ・ジョーンズがクレジットされている。

## 収録曲
特記無い限り、ジョー・ストラマーとミック・ジョーンズの作。
A面
1. アイ・フォウト・ザ・ロウ "I Fought the Law" （ソニー・カーティス） — (2分40秒)
2. グルーヴィー・タイムズ "Groovy Times" — (3分25秒)

B面
1. ゲイツ・オブ・ザ・ウェスト "Gates of the West" — (3分25秒)
2. キャピタル・レディオ "Capital Radio" — (4分5秒)

## 順位
| チャート                       | 順位 | 年        |
| ------------------------------ | ---- | --------- |
| 全英シングルチャート           | 22   | 1979年    |
| アイルランド・シングルチャート | 24   | 1979年6月 |